# Monastero di Plasy
Il monastero cistercense di  Plasy venne fondato prima dell'anno 1146 dal principe Vladislao II di Boemia, ma fu ricostruito a più riprese lungo i secoli, e in particolare subì un radicale rifacimento negli anni 1711-1740 su progetti di Jean Baptiste Mathey, Jan Blažej Santini-Aichel e Kilian Ignaz Dientzenhofer.  Il grandioso disegno di ricostruzione barocca del monastero non venne tuttavia portato a termine; in particolare, non venne mai costruita la grandiosa residenza dell'abate.
Dopo la soppressione del monastero al tempo del giuseppinismo (1785), gli edifici passarono a Klemens von Metternich, che qui venne sepolto nel 1859.
Al tempo della Repubblica Socialista Cecoslovacca l'edificio cadde in un grave declino, in cui in parte ancora oggi (2016) si trova, nonostante un lavoro di restauro iniziato già nel 1993. In particolare, le cantine barocche del monastero vennero distrutte per costruire un rifugio antiatomico per gli abitanti della città.
Gli edifici dell'ex-monastero custodiscono oggi un'esposizione sull'industria farmaceutica di Plasy, una galleria di quadri barocchi, una cappella gotica a due piani, ma anche un birrificio.
All'interno dell'ex-monastero, nel 1995 è stato anche allestito un museo di storia dell'architettura, e dal 2009 è stata riallestita la Galerie Stretti, un'esposizione permanente delle opere dei pittori e illustratori della famiglia Stretti (Viktor Stretti, Jaromír Stretti-Zamponi, Mario Stretti, Jakub Stretti, Karel Stretti), originari di Plasy.

La cappella gotica
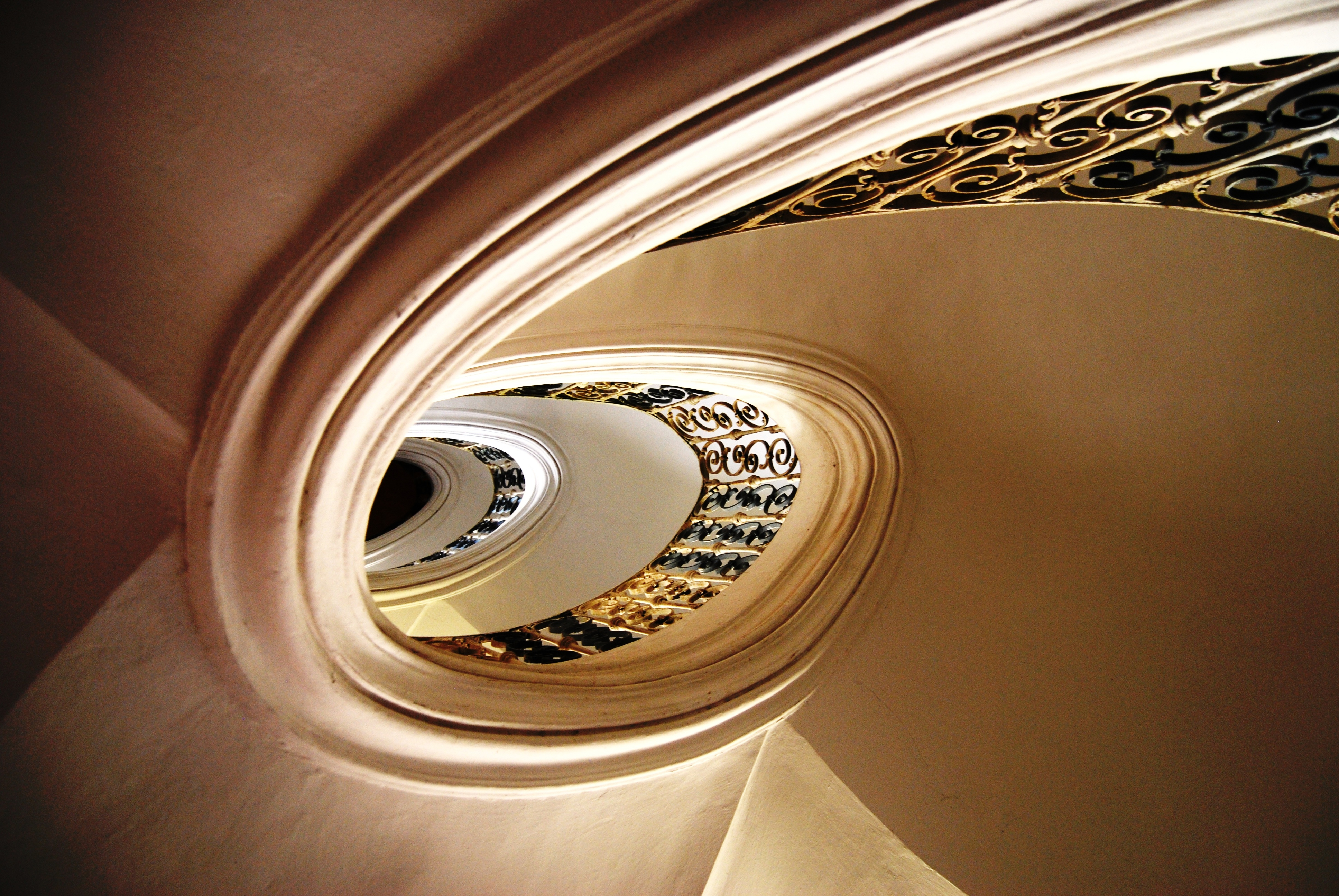
Scala elicoidale
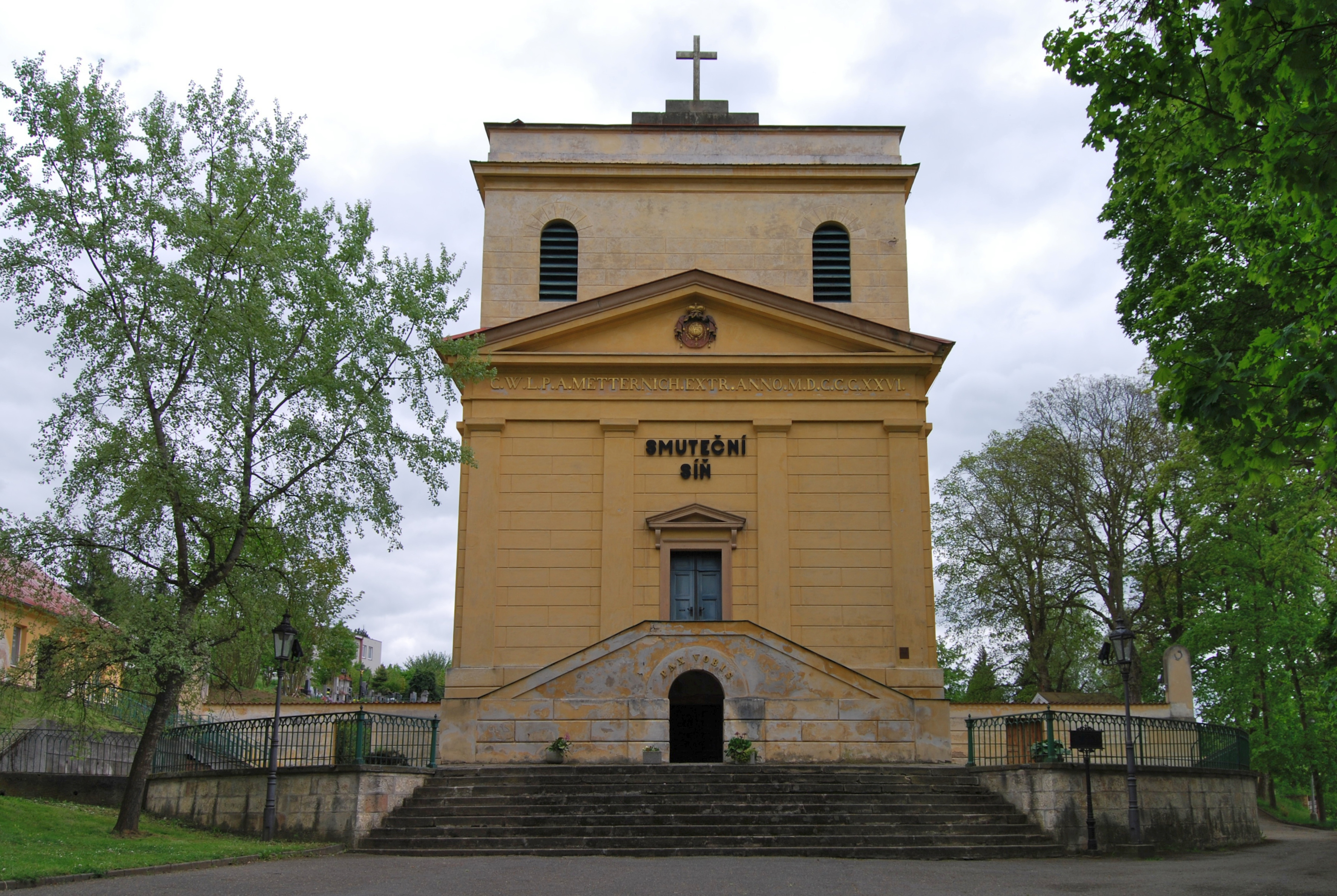
Mausoleo di Metternich